# Persönliche Ausrüstung (Schweizer Armee)
In der Schweizer Armee werden unter der persönlichen Ausrüstung (kurz PA) verschiedene Ausrüstungsgegenstände verstanden, die jedem Angehörigen der Armee (AdA) zu Beginn seiner Dienstzeit abgegeben werden und die er bis zum Ende seiner Dienstzeit behält und selbst aufbewahren muss.
Der AdA ist für seine Ausrüstung verantwortlich und haftet für deren Verlust oder mutwillige bzw. fahrlässige Beschädigung. Im Falle von Beschädigung während des Einsatzes und falls den AdA keine Schuld trifft, können die Gegenstände bei der Retablierungsstelle kostenfrei umgetauscht werden.
Der AdA hat dafür zu sorgen, dass seine Ausrüstung einsatzbereit ist. Kann er seine Kleider aufgrund von Gewichtsveränderungen nicht mehr tragen, muss er diese ausserdienstlich in der Retablierungsstelle (Zeughaus) umtauschen lassen. Ein solcher Umtausch ist kostenlos. Der Ersatz bzw. Umtausch der Leibwäsche erfolgt über sogenannte Quoten: Abhängig von der Dienstzeit (früher: abhängig vom Grad) kann pro Jahr eine bestimmte Anzahl Artikel kostenlos bezogen werden. Für die Kampfstiefel gilt eine ähnliche Regelung; sie können mit einem vom Dienstalter abhängigen Rabatt gekauft werden (als Ersatz oder auch als zusätzliches Paar).

## Aktuelle Ausrüstung
Seit der letzten Armeereform (Armee XXI) besteht die persönliche Ausrüstung aus folgenden Gegenständen:

### Bewaffnung

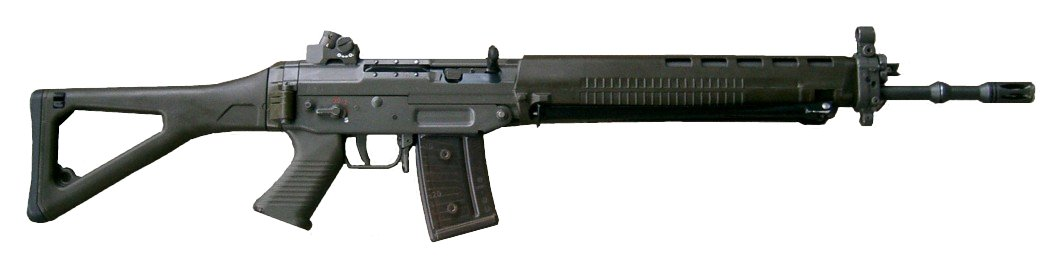
Persönliche Waffe jedes Soldaten: Das Sturmgewehr 90

- Sturmgewehr 90 (für Soldaten und Unteroffiziere) mit Magazin und Bajonett oder
- Pistole 75 für höhere Unteroffiziere und Offiziere sowie für die Soldaten einiger Spezialfunktionen wie Sekretäre oder
- Pistole 12/15 je nach Funktion (z. B. Militärpolizei und Spezialeinheiten)
- Bis im Jahr 2007 wurde auch die Taschenmunition abgegeben.

### Bekleidung

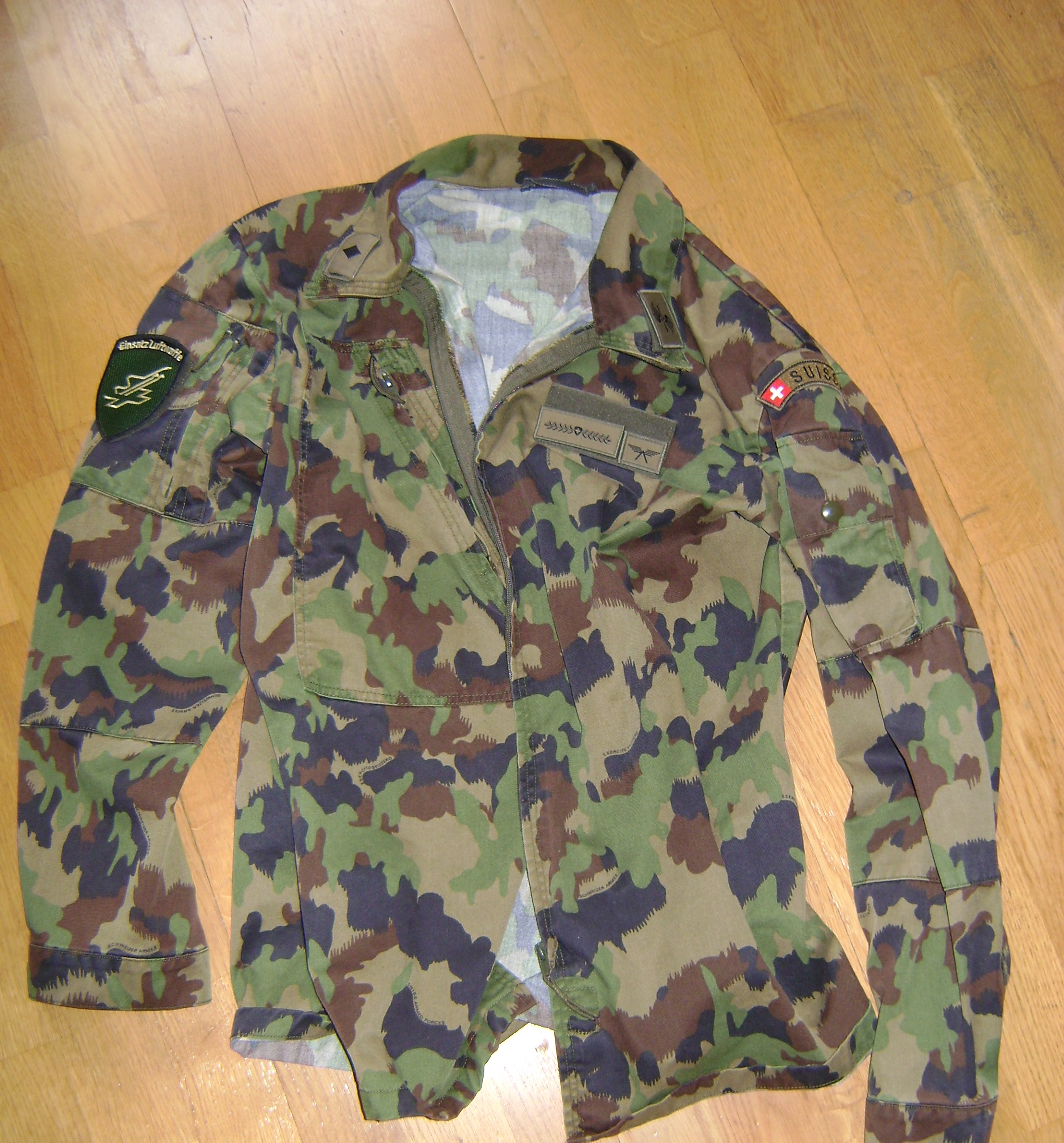
Tarnanzug-Jacke

- Tarnanzugsjacke, Tarnanzugshose, Tarnanzugshosengurt (Taz, Tenu B)
- Kälteschutzjacke B
- Kampfstiefel 90, 1 Paar (KS 90)
- Kampfstiefel 14, 1 Paar (KS 14)
- Kampfstiefel 19, 1 Paar (KS 19)
- je nach Funktion Helm 71 (Stahlhelm) oder Helm 04 (Kevlar) mit Helmüberzug
- T-Shirts
- Tricothemden (genannt «Gnägi», weil sie unter Bundesrat Rudolf Gnägi eingeführt wurden)
- Grundtrageinheit, bestehend aus Hüftgurt, Gabelteil und Taschen für Munition, Feldflasche und Schutzmaske (GTE90)
- Rucksack 90 und Effektentasche 58 für AdA, die ihren letzten Grundausbildungsdienst (Rekrutenschule oder eine Kaderschule) vor 2004 absolviert haben
- Sweat-Management-Leibwäsche: Boxershorts (2 Paar), T-Shirts (2), lange Unterhose, Rollkragen-Shirts (2), Fleecejacke 06 (abnehmbare Ärmel) seit 2007, vorher Pullover 74 (genannt Wullesau, Wollschwein)
- Gepäckset 04 (Effektentasche, Tagesrucksack, Kleidertasche, Transporttasche mit Transportwagen (genannt «MuSchi»; Mutterschiff)) oder Rucksack 90
- Ausgangsanzug 95, bestehend aus Béret in der jeweiligen Truppenfarbe, Hose, Veston, Krawatten, Hosengurt (Tenu A)
- Ausgangsregenmantel 72 oder neu Mantel 02
- Ausgangshemden (2 kurzarm, 2 lang Arm)
- je 4 Milizabzeichen, Funktionsabzeichen, Namensschilder, Truppengattungsabzeichen
- 6 Gradabzeichen
- Jupe mit Ledergurt schwarz sowie eine Ausgangstasche, für weibliche Angehörige der Armee

### Weiteres

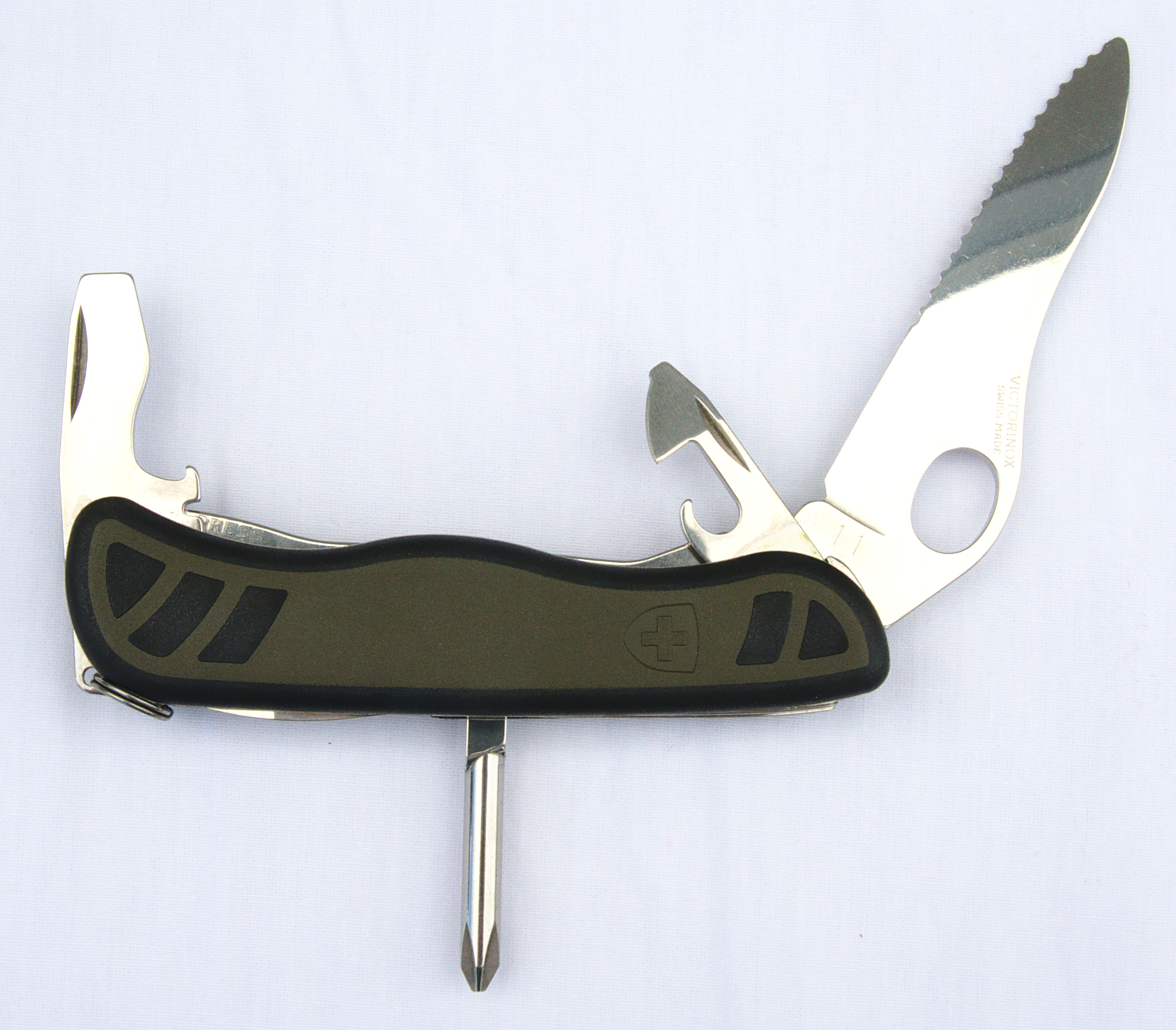
Das neue Taschenmesser der Schweizer Armee seit 2008

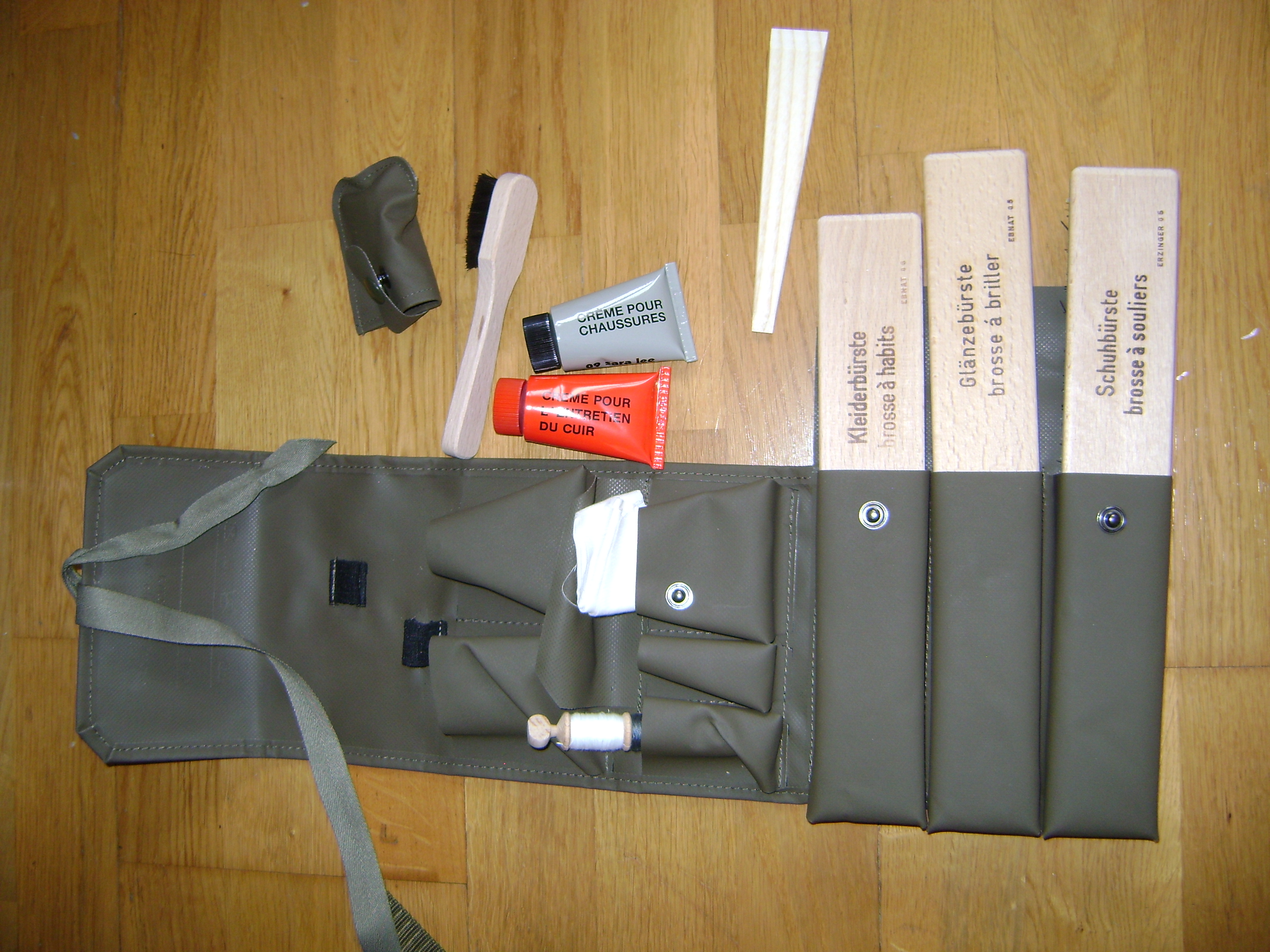
Mannsputzzeug zur Kleider- und Schuhreinigung

- Erkennungsmarke (genannt «Grabstein», seit Armee XXI «ErMa»)
- Reglemententaschen
- Schuhsäcklein (zum Transport gerade nicht getragener Schuhpaare)
- Soldatenmesser im Etui
- Feldflasche mit Becher
- Handschuhe
- Doppelzahnschutz (für Selbstverteidigungstraining)
- Gehörschutzgerät («Peltor», früher «Pamir») und Gehörschutzpfropfen
- Schutzmaske (SM 90)
- Beinelastik (Gummibänder, um die Tarnanzughosen-Stösse über den Schuhen zu halten)
- Grad- und Funktionsabzeichen (siehe Dienstgrade der Schweizer Armee)
- Mannsputzzeug (Set mit Schuh- und Kleiderbürsten, Nadel und Faden, Lederpflegematerial usw.)
- Gewehr- bzw. Pistolenputzzeug
- Namensschilder
- Markierhemd gelb (seit 2005)
- Rollmütze (seit 2006; wird seit Winter 2006 auch im WK gefasst)
- Militärbrille 02 für Brillenträger
- Kampfrucksack (wieder seit 2015)
- Schlafsack mit wasserfester Hülle (wieder seit 2015)
- Gamelle mit Besteck (wieder seit 2015)
- Schutzbrille 14 (seit 2015)
- Halstuch schwarz (als Schal, seit 2017)

Die Kälteschutzhose und -mütze, die Fausthandschuhe Stufe 2 und den Schutzmaskenfilter sowie die Doppeltasche gehören seit der letzten Armeereform nicht mehr zur persönlichen Ausrüstung.
AdA, die vor dem Inkrafttreten der Armee-XXI-Doktrin ausgerüstet wurden, müssen die angegebenen Gegenstände abgeben. Das neue Gepäckset wird seit 2005 in Schulen und Kaderlehrgängen abgegeben, eine Umrüstung ist also grundsätzlich möglich, allerdings nicht in den Wiederholungskursen. Andere Artikel werden nach Bedarf während der Dienstleistung leihweise abgegeben.

### Kader
Unteroffiziere erhalten zusätzlich:

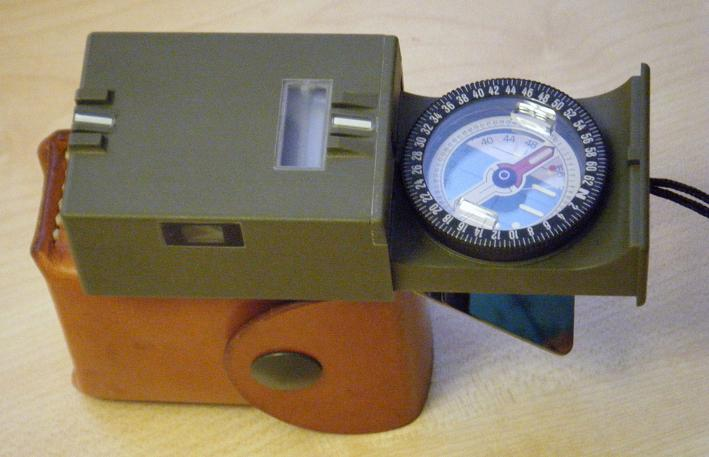
Sitometer 85

- Signalpfeife mit schwarzer Schnur und oliver Kordel
- Kennzeichnung Chef (für den ABC-Schutzanzug)
- Umhängetasche in Tarnfarben-Stoff (teilweise)
- Alu-Klemmbrett.

Offiziere erhalten zusätzlich:
- Feldstecher, lasergeschützt
- Bussole (Recta) oder Sitometer
- Dolch mit Schlagband, nur noch als Souvenir
- viertes Paar Kampfstiefel
- Mehrzweckbehältnis («Offizierskiste»)

Ausserdem erhält der AdA je nach Funktion spezielle Ausrüstungsgegenstände (berittene Truppen erhalten Reitausrüstung, Motorradfahrer einen Motorradhelm, Handschuhe und einen Nierengurt, ABC Abwehr Soldaten den CSA 90 (kein PA-Material), Musiker ein Instrument) sowie grad- und funktionsbezogene Reglemente.